# Stella Styles

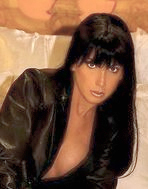
Stella Styles

Stella Styles (* 4. Juli 1985) ist eine deutsche Pornodarstellerin, Sängerin und Tänzerin.

## Leben
Stella Styles studierte nach ihrem Abitur Internationales Management.
Nachdem sie über Jahre bundesweit in Dance- und Night-Clubs als freiberufliche Tänzerin gearbeitet hatte, wurde sie Ende 2009 von zwei Produzenten angesprochen, ob sie sich vorstellen könnte, Erotikfilme zu drehen. Daraufhin stieg sie im Jahr 2010 ins Pornogeschäft ein.
Mit einem Drehteam von RTL II hielt sich Styles 2011 eine Woche lang in Los Angeles auf und schaute sich in diesem Rahmen die Büros und Studios von Hustler und Penthouse an. Mit dem US-Penthouse Pet of the Year Nikki Benz gab es einen gemeinsamen Videodreh. In Deutschland wurde die Reportage im August 2011 in der RTL-II-Sendereihe Exklusiv – Die Reportage ausgestrahlt.
In der Ausgabe 11/2011 des deutschen Penthouse-Magazins war Styles als Pet des Monats auf dem Cover zu sehen.
Styles ist Frontfrau des Dance-Pop-Projekts „Stella & The Real Blondes“ und veröffentlichte Ende 2011 über das Label Starwood Media das Bananarama-Cover „Venus“.
Ab 2010 drehte Styles zwölf Pornofilme für Inflagranti und Videorama. 2011 erhielt sie einen Venus Award in der Kategorie Best TV Presentation by Erotic Star.

## Fernsehauftritte
- August 2011: Exklusiv – Die Reportage[2], Sündiges Amerika! - Erotiksternchen Stella in L.A., mit Stella Stylez.
- November 2011: Britt – Der Talk um eins
- Dezember 2011: Investigativ
- März/April 2012: Exklusiv – Die Reportage, Nackt unter Palmen[3]

## Filmografie (Auswahl)
| Titel                            | Studio           | Jahr |
| -------------------------------- | ---------------- | ---- |
| Amazonen Fatal                   | Inflagranti Film | 2011 |
| Aufriss zarter Strumpf-Schlampen | Inflagranti Film | 2011 |
| Du bist der Nächste! 5           | Inflagranti Film | 2011 |
| Lamars Lesben-Elite              | Inflagranti Film | 2011 |
| Vivian Schmitt – Haremsdamen     | Videorama        | 2011 |
| Vivian Schmitt – Heiße Nächte    | Videorama        | 2012 |
| Von der Hand in den Mund! 5      | Inflagranti Film | 2012 |

## Diskografie
- 2011: Stella & The Real Blondes – Venus

## Auszeichnungen
- 2011: Venus Award: Best TV Presentation by Erotic Star[4]
- 2012: Erotic Lounge Awards: Nominierung Beste Darstellerin[5]